# Shigeaki Yokota
Yokota Shigeaki (横田茂昭?) (1 de mayo de 1969, Okayama, Japón) es un jugador de go profesional.

## Biografía
Shigeaki se profesionalizó en 1983. Promocionó a 9 dan en la Kansai Ki-In en 1995. Es pupilo de Kazuo Akagi. Actualmente reside en Okayama, Japón.

## Campeonatos y subcampeonatos
| Título                  | Años ganado |
| ----------------------- | ----------- |
| Campeonato Kansai Ki-In | 2005        |

| Título | Años perdido |
| ------ | ------------ |
| Gosei  | 2007         |